# Association sportive de Monaco 2022-2023 (pallacanestro)
Questa voce raccoglie le informazioni riguardanti l'Association sportive de Monaco nelle competizioni ufficiali della stagione 2022-2023.

## Stagione
La stagione 2022-2023 dell'Association sportive de Monaco è la 31ª nel massimo campionato francese di pallacanestro, la Pro A.

## Roster
Aggiornato al 30 luglio 2022.
| Monaco 2022-23 | Monaco 2022-23 |
| Giocatori      | Staff tecnico  |
| -------------- | -------------- |

| N. | Naz.                                         | Ruolo | Nome                | Anno | Alt.   | Peso   |  |
| -- | -------------------------------------------- | ----- | ------------------- | ---- | ------ | ------ |  |
| 0  | Francia (bandiera)                           | P     | Élie Okobo          | 1997 | 191 cm | 86 kg  |  |
| 00 | Stati Uniti (bandiera)                       | AG    | John Brown          | 1992 | 203 cm | 98 kg  |  |
| 1  | Nigeria (bandiera)                           | AG    | Chima Moneke        | 1995 | 196 cm | 101 kg |  |
| 3  | Stati Uniti (bandiera)                       | G     | Jordan Loyd         | 1993 | 193 cm | 95 kg  |  |
| 4  | Stati Uniti (bandiera)                       | AP    | Jaron Blossomgame   | 1993 | 198 cm | 100 kg |  |
| 5  | Francia (bandiera)                           | AG    | Yoan Makoundou      | 2000 | 207 cm | 102 kg |  |
| 6  | Francia (bandiera)                           | AG    | Ambroise Couture    | 2002 | 199 cm |        |  |
| 11 | Stati Uniti (bandiera)                       | AP    | Alpha Diallo        | 1997 | 201 cm | 95 kg  |  |
| 18 | Francia (bandiera)                           | AG    | Adrien Moerman (C)  | 1988 | 203 cm | 102 kg |  |
| 20 | Lituania (bandiera)                          | C     | Donatas Motiejūnas  | 1990 | 213 cm | 101 kg |  |
| 23 | Iran (bandiera)                              | G     | Mohammad Amini      | 2005 | 199 cm |        |  |
| 24 | Burkina Faso (bandiera) · Francia (bandiera) | G     | Yakuba Ouattara (C) | 1992 | 191 cm | 84 kg  |  |
| 29 | Francia (bandiera)                           | AC    | Loic Noudogbessi    | 2004 | 195 cm |        |  |
| 32 | Francia (bandiera)                           | P     | Matthew Strazel     | 2002 | 182 cm | 80 kg  |  |
| 45 | Stati Uniti (bandiera)                       | C     | Donta Hall          | 1997 | 207 cm | 104 kg |  |
| 55 | Stati Uniti (bandiera)                       | P     | Mike James          | 1990 | 185 cm | 89 kg  |  |
| 91 | Francia (bandiera)                           | A     | David Mabu          | 2003 | 193 cm |        |  |
| -  | Francia (bandiera)                           | AG    | Jeremie Ngandu      | 2003 | 195 cm |        |  |
| -  | Francia (bandiera)                           | AG    | Matys Pommier       | 2002 | 195 cm |        |  |
| -  | Francia (bandiera)                           | GA    | Nicolas Vanel       | 2003 | 189 cm |        |  |

| Allenatore |
| - Saša Obradović |
| Assistente/i |
| - Milenko Bogićević - Serhij Hladyr - Manuchar Mark'oishvili - Mirko Ocokoljić Legenda - (C) Capitano - (IN) Inattivo - Infortunato |

## Mercato

### Sessione estiva
| Acquisti | Acquisti          | Acquisti             | Acquisti      | Acquisti |
| R.       | Nome              | da                   | Modalità      |          |
| -------- | ----------------- | -------------------- | ------------- | -------- |
| P        | Élie Okobo        | ASVEL                | svincolato    |          |
| P        | Matthew Strazel   | ASVEL                | svincolato    |          |
| G        | Jordan Loyd       | Zenit S. Pietroburgo | svincolato    |          |
| AP       | Jaron Blossomgame | Ulma                 | svincolato    |          |
| A        | Armel Traoré      | Évreux               | fine prestito |          |
| AG       | John Brown        | Brescia              | svincolato    |          |
| AG       | Yoan Makoundou    | Cholet               | svincolato    |          |
| AG       | Adrien Moerman    | Anadolu Efes         | svincolato    |          |

| Cessioni | Cessioni            | Cessioni          | Cessioni       | Cessioni |
| R.       | Nome                | a                 | Modalità       |          |
| -------- | ------------------- | ----------------- | -------------- | -------- |
| P        | Paris Lee           | Panathīnaïkos     | fine contratto |          |
| P        | Léo Westermann      | Obradoiro         | fine contratto |          |
| PG       | Rudy Demahis-Ballou | Free agent        | fine contratto |          |
| G        | Danilo Anđušić      | Partizan          | fine contratto |          |
| G        | Rob Gray            | Tofaş Bursa       | rescissione    |          |
| AP       | Dwayne Bacon        | L.A. Lakers       | fine contratto |          |
| A        | Armel Traoré        | Metropolitans 92  | rescissione    |          |
| AG       | Brock Motum         | Free agent        | fine contratto |          |
| AG       | Will Thomas         | Málaga            | fine contratto |          |
| C        | Jerry Boutsiele     | Bahçeşehir Koleji | fine contratto |          |
| C        | Ibrahima Fall Faye  | Metropolitans 92  | fine contratto |          |

### Dopo l'inizio della stagione
| Acquisti | Acquisti     | Acquisti         | Acquisti        | Acquisti   |
| R.       | Nome         | da               | Data            | Modalità   |
| -------- | ------------ | ---------------- | --------------- | ---------- |
| AG       | Chima Moneke | Sacramento Kings | 16 gennaio 2023 | svincolato |

| Cessioni | Cessioni       | Cessioni   | Cessioni        | Cessioni    |
| R.       | Nome           | a          | Data            | Modalità    |
| -------- | -------------- | ---------- | --------------- | ----------- |
| AG       | Adrien Moerman | Free agent | 21 gennaio 2023 | rescissione |